# آنه
آنه (به لاتین: Āne) یک روستا در لتونی است که در شهرداری اوزونیکی واقع شده‌است آنه ۱٬۷۸۰ نفر جمعیت دارد و ۲ متر بالاتر از سطح دریا واقع شده‌است.